# 財政預算案論壇
《財政預算案論壇》（英語：Budget Forum），是由香港多間電子傳媒聯合製作的現場直播節目，讓財政司司長可向市民講解新一份財政預算案的內容，傳媒代表亦會就財政預算案的內容向財政司司長作出提問。論壇於每年財政預算案發表當日晚上於政府總部直播，並由各台代表輪流擔任主持，早年更會邀請學者作嘉賓。節目全長一小時，並分為四節播放。

## 節目歷史
1997年香港主權移交後，各界均注視時任行政長官董建華首份施政報告，各台遂邀請董建華接受專訪。董因要逐一出席各電視台獨家訪問，感到過於吃力。翌年，政府新聞處決定協調各間電視台舉辦施政報告和預算案論壇，遂由該年開始由三台聯播《財政預算案論壇》。
| 年度              | 播出日期      | 主持            | 嘉賓 | 傳媒代表                                                                        |
| ----------------- | ------------- | --------------- | --- | ------------------------------------------------------------------------------- |
| 1998/1999財政年度 | 1998年2月18日 |                 | 曾蔭權（財政司司長）、 郭國全（渣打銀行總經濟師）、 王于漸（香港經濟研究中心主任）                                              |                                                                                 |
| 1999/2000財政年度 | 1999年3月3日  |                 | 曾蔭權（財政司司長）、 梁兆基（匯豐銀行經濟顧問）                                                                               |                                                                                 |
| 2000/2001財政年度 | 2000年3月8日  | 鄧景輝（亞視）  | 曾蔭權（財政司司長）、 郭國全（渣打銀行總經濟師）、 廖柏偉（中大經濟學講座教授）                                                | 江麗群（有線）、黃淑明（無綫）                                                  |
| 2001/2002財政年度 | 2001年3月7日  |                 | 曾蔭權（財政司司長） |                                                                                 |
| 2002/2003財政年度 | 2002年3月6日  |                 | 梁錦松（財政司司長）、 梁兆基（匯豐銀行首席經濟師）、 張仁良（城大金融學首席教授）                                              | 鄭麗矜（無綫）、 陳立恩（有線）                                                 |
| 2003/2004財政年度 | 2003年3月5日  |                 | 梁錦松（財政司司長） |                                                                                 |
| 2004/2005財政年度 | 2004年3月10日 | 陳立恩（有線）  | 唐英年（財政司司長）、 王銳強（香港稅務學會理事長、 梁兆基（匯豐銀行大中華區首席經濟師）、 張仁良（城大金融學講座教授）         | 繆美詩（亞視）、鄭麗矜（無綫）                                                  |
| 2005/2006財政年度 | 2005年3月16日 | 顧國泰（亞視）  | 唐英年（財政司司長）、 梁兆基（匯豐銀行大中華區首席經濟師）、 王銳強（香港稅務學會理事長、 張仁良（城大金融學講座教授）         | 馮佩樂（無綫）、陳立恩（有線）                                                  |
| 2006/2007財政年度 | 2006年2月22日 | 許方輝（無綫）  | 唐英年（財政司司長）、 陳茂波（香港會計師公會會長）、 梁兆基（匯豐銀行大中華區首席經濟師）                                      | 吳浣鍶（亞視）、曾安遜（有線）                                                  |
| 2007/2008財政年度 | 2007年2月28日 | 徐蕙儀（NowTV） | 唐英年（財政司司長）、 梁兆基（匯豐銀行亞太區經濟顧問）、 雷添良（香港會計師公會前會長）                                        | 陳冠生（亞視）、蔡展翔（有線）、伍嘉文（無綫）                                  |
| 2008/2009財政年度 | 2008年2月27日 | 許方輝（無綫）  | 曾俊華（財政司司長）、 蘇偉文（中大工商管理學院副院長）、 梁兆基（匯豐銀行亞太區經濟顧問）                                      | 黃曉嵐（有線）、蔡敬姿（亞視）、蔡俊傑（NowTV）                                 |
| 2009/2010財政年度 | 2009年2月25日 | 徐月娥（亞視）  | 曾俊華（財政司司長）、 關家明（渣打銀行亞洲區總經濟師）、 蘇偉文（中大工商管理學院副院長）                                      | 何文雯（無綫）、黃曉嵐（有線）、謝瑞華（NowTV）                                 |
| 2010/2011財政年度 | 2010年2月24日 | 謝瑞華（NowTV） | 曾俊華（財政司司長）、 張仁良（浸大工商管理學院院長、 謝國樑（中銀香港經濟研究處主管）                                          | 何文雯（無綫）、黃曉嵐（有線）、徐月娥（亞視）                                  |
| 2011/2012財政年度 | 2011年2月23日 | 徐月娥（亞視）  | 曾俊華（財政司司長）、 鄧世安（東亞銀行經濟研究部首席經濟師）、 蘇偉文（恆生管理學院商學院院長）                                | 何文雯（無綫）、賴舜明（NowTV）、黃曉嵐（有線）                                 |
| 2012/2013財政年度 | 2012年2月1日  | 賴舜明（NowTV） | 曾俊華（財政司司長）、 梁兆基（匯豐銀行亞太區業務策略及經濟顧問）、 張仁良（浸大工商管理學院院長）                              | 黃曉嵐（有線）、何文雯（無綫）、吳秀華（亞視）                                  |
| 2013/2014財政年度 | 2013年2月27日 | 李燕芬（有線）  | 曾俊華（財政司司長）、 雷鼎鳴（科大經濟學系主任）、 梁兆基（匯豐銀行亞太區業務策略及經濟顧問）、 張仁良（浸大工商管理學院院長） | 鄧駿暉（亞視）、何文雯（無綫）、蘇銘恆（NowTV）、陳冠生（鳳凰）                 |
| 2014/2015財政年度 | 2014年2月26日 | 黃凱廸（NowTV） | 曾俊華（財政司司長）、 蘇偉文（恆生管理學院商學院院長）                                                                         | 陳冠生（鳳凰）、陳啟樂（亞視）、李燕芬（有線）、蘇銘恆（NowTV）、吳璟儁（無綫） |
| 2015/2016財政年度 | 2015年2月25日 | 蘇敬恆（港台）  | 曾俊華（財政司司長） | 梁芊祐（NowTV）、李燕芬（有線）、何文雯（無綫）、陳啟樂（亞視）、陳冠生（鳳凰） |
| 2016/2017財政年度 | 2016年2月24日 | 李燕芬（有線）  | 曾俊華（財政司司長） | 韓荃（NowTV）、林昭儀（港台）、陳冠生（鳳凰）、陳嘉欣（無綫）、伍思齊（亞視）   |
| 2017/2018財政年度 | 2017年2月22日 | 陳嘉欣（無綫）  | 陳茂波（財政司司長） | 李錦妍（有線）、朱錫君（港台）、梁芊祐（NowTV）、陳冠生（鳳凰）                 |
| 2018/2019財政年度 | 2018年2月28日 | 陳冠生（鳳凰）  | 陳茂波（財政司司長） | 李燕芬（有線）、吳詠珊（港台）、黃浩霖（NowTV）、詹前穎（無綫）                 |
| 2019/2020財政年度 | 2019年2月27日 | 黃思行（NowTV） | 陳茂波（財政司司長） | 陳亮均（港台）、陳冠生（鳳凰）、李卓謙（無綫）、李燕芬（有線）                  |
| 2020/2021財政年度 | 2020年2月26日 | 陳亮均（港台）  | 陳茂波（財政司司長） | 韓荃（NowTV）、陳冠生（鳳凰）、李卓謙（無綫）、馬情晴（有線）                   |
| 2021/2022財政年度 | 2021年2月24日 | 陳亮均（港台）  | 陳茂波（財政司司長） | 陳潁楓（NowTV）、李卓謙（無綫）、劉浩廷（有線）、陳冠生（鳳凰）                 |
| 2022/2023財政年度 | 2022年2月23日 | 陶俊民（有線）  | 陳茂波（財政司司長） | 黃浩霖（NowTV）、李卓謙（無綫）、陳冠生（鳳凰）、方嘉莉（港台）                 |
| 2023/2024財政年度 | 2023年2月22日 | 李卓謙（無綫）  | 陳茂波（財政司司長） | 陳冠生（鳳凰）、方嘉莉（港台）、阮智聰（有線）、梁泳儀（NowTV）                 |
| 2024/2025財政年度 | 2024年2月28日 | 陳冠生（鳳凰）  | 陳茂波（財政司司長） | 方嘉莉（港台）、洪家昇（有線）、許曦彤（NowTV）、劉俊鈺（無綫）                 |
| 2025/2026財政年度 | 2025年2月26日 | 梁永祥（無綫）  | 陳茂波（財政司司長） | 黃健臻（有線）、鄭嘉樂（NowTV）、方嘉莉（港台）、陳冠生（鳳凰）                 |

## 直播頻道
| 電視 - 無綫電視無綫新聞台 - 香港電視娛樂ViuTV - Now TVnow財經台、now直播台 - 港台電視港台電視31、港台電視32 - 有線寬頻開電視HOY資訊台 - 鳳凰衛視香港台 | 電台 - 香港電台第一台 |

## 過往直播頻道
- 無綫電視高清翡翠台（已停播）（2008-2011年、2014年-2015年）
- 亞洲電視本港台（已停播）（1998-2016年）
- 無綫電視翡翠台（1998-2011年、2014年-2018年）
- myTV SUPER直播新聞台（已停播）（2007-2018年）
- 港台電視港台電視31A（已停播）（2017-2020年）
- 有線寬頻開電視HOY TV（2018年-2022年，前稱奇妙電視中文台、香港開電視）
- 無綫電視無綫財經·資訊台（已停播）（2018-2022年）
- 有線電視有線直播新聞台（已停播）（2006-2023年）

## 爭議

### 東方日報誹謗亞視
2000年的論壇由亞洲電視負責製作，但本港台未有跟隨翡翠台、有線新聞一台現場直播，反而安排在當晚11:45錄播。《東方日報》娛樂版在當年3月10日刊出題為《延遲播「預算案論壇」》的報道，指亞視新聞違反三台早年的口頭協定，沒有同時播放節目。兩年後亞視入稟高等法院控告《東方》誹謗，稱有關報道影響公司聲譽。亞視一方指出該協定僅指三台會輪流主辦論壇，從無就播放時間達成任何協定。最終亞視獲判勝訴，東方時任總編輯程福雄須賠償九萬四千元。

### 港台參與製作
2014年，香港電台欲參與製作施政報告及預算案論壇，但遭到無綫和有線反對。無綫指港台一直沒參與論壇製作，有線稱擔心官媒參與使論壇變質。港台高級監製謝志峰指，港台的數碼頻道涵蓋全港75%地區，已是一間正式電視台，難以理解其他電視台為何拒絕。

## 收視率
| 日期          | 翡翠台收視 | 本港台收視 | ViuTV收視 | HOY TV收視 | 備註                                                                               |
| 2010年2月24日 | 16點       | 3點        | 未啟播    | 未啟播     |                                                                                    |
| 2011年2月11日 | 15點       | 3點        | 未啟播    | 未啟播     |                                                                                    |
| 2012年2月1日  | 不適用     | 1點        | 未啟播    | 未啟播     | 無綫電視由互動新聞台直播                                                           |
| 2013年2月27日 | 不適用     | 1點        | 未啟播    | 未啟播     | 無綫電視由互動新聞台直播                                                           |
| 2014年2月26日 | 點         | 點         | 未啟播    | 未啟播     |                                                                                    |
| 2015年2月25日 | 點         | 點         | 未啟播    | 未啟播     |                                                                                    |
| 2016年2月24日 | 點         | 點         | 未啟播    | 未啟播     | 因高清翡翠台易名為J5並完全分途廣播，2016/2017至2018/2019財政預算案論壇不在該台播出 |
| 2017年2月22日 | 點         | 已停播     | 沒有資料  | 未啟播     |                                                                                    |
| 2018年2月28日 | 點         | 已停播     | 沒有資料  | 未啟播     |                                                                                    |
| 2019年2月27日 | 不適用     | 已停播     | 沒有資料  | 沒有資料   | 無綫電視由無綫財經·資訊台直播                                                      |
| 2020年2月26日 | 不適用     | 已停播     | 沒有資料  | 沒有資料   |                                                                                    |
| 2021年2月24日 | 不適用     | 已停播     | 沒有資料  | 沒有資料   |                                                                                    |
| 2022年2月23日 | 不適用     | 已停播     | 1.7點     | 1.1點      | [ 4 ]                                                                              |